# Thecophora modesta
Thecophora modesta är en tvåvingeart som först beskrevs av Samuel Wendell Williston  1883.  Thecophora modesta ingår i släktet Thecophora och familjen stekelflugor. Inga underarter finns listade i Catalogue of Life.